# El Pensamiento Navarro
El Pensamiento Navarro fue un diario navarro impreso desde 1897 a 1981, aunque con interrupciones durante algunos periodos, siendo el decano de la prensa navarra en el momento de su desaparición. 
Desde su fundación hasta la guerra civil española, fue el órgano oficial de la Junta Regional Carlista de Navarra. Posteriormente mantuvo una portavocía oficiosa, dado que los partidos políticos estaban prohibidos por el franquismo, hasta su ruptura en 1970 con la Junta Regional. Después de la escisión dentro del movimiento carlista, el diario se alineó con la fracción tradicionalista, fuertemente enfrentada al Partido Carlista, de ideología izquierdista y vasquista.

## Historia

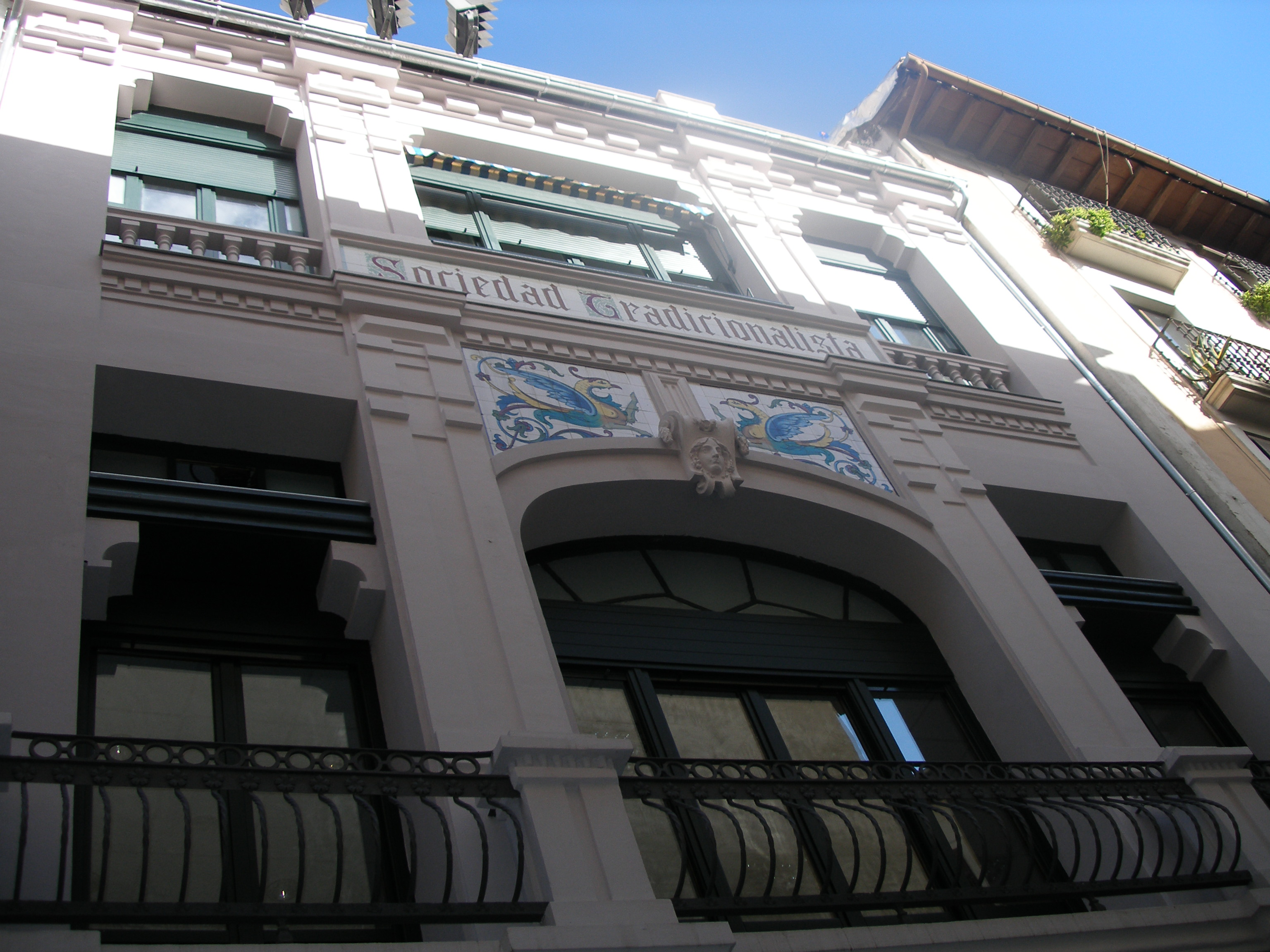
Primitiva sede de El Pensamiento Navarro en la calle Jarauta de Pamplona.

### Etapa de Eustaquio Echave-Sustaeta (1897-1917)
El periódico surgió como sucesor de La Lealtad Navarra e inició su impresión el 17 de octubre de 1897, en Pamplona, en la imprenta de la viuda de Idoate, dirigido por Eustaquio Echave-Sustaeta, a cuatro páginas de 55 por 38, a cinco columnas.
En su primer número, se presentaba combativo, afirmando sostener los principios de la doctrina carlista:

Defensores del sacrosanto lema de Dios, Fueros, Patria y Rey; no solamente sostendremos con tesón las doctrinas que en esas palabras se encierran, sino que combatiremos a todo aquello que no sea perfectamente ortodoxo en materia religiosa, monárquico-tradicional, en política y foral, en todo régimen de gobierno.

Entre el 3 de noviembre de 1900 y el 13 de marzo de 1901, estuvo interrumpida su emisión por una intentona carlista en Cataluña. Durante este período le sustituyó El Noticiero Navarro. Hasta 1911, debajo de su título se definía como «Diario carlista». A partir de este año pasó a subtitularse «Diario tradicionalista», además de realizar cambios tipográficos, aumentando su tamaño a 65 x 44, a seis columnas, y adquirir una imprenta propia con máquinas de componer Typograf. Algunos de sus redactores en esta primera época fueron Jesús Echarte, Casildo Aróstegui, Tomás Barrena y Jesús Etayo.
El Pensamiento Navarro realizó también una serie de artículos sobre el carlismo y los fueros firmados por Altobiscar (Eustaquio Echave-Sustaeta). Una de las características del diario desde sus primeros momentos fue la reivindicación de la plena reintegración foral frente a las tesis cuarentaiunistas que sostenían los periódicos liberales, especialmente Diario de Navarra, con el que históricamente mantuvo una relación conflictiva. 
El diario se opuso al nacionalismo vasco, al que acusaba de antipatriota y separatista, si bien desde las páginas de El Pensamiento Navarro también se defendía el vascuence y la identidad éuskara de Navarra. Por ejemplo, el 4 de septiembre de 1901 afirmaba: «Del centro vienen las ideas y propagandas que socavan nuestra religión y finalmente quieren arrebatarnos lo que después de ella más debe amar el hombre: la lengua de su raza».
Durante la década de 1910 fue objeto de los ataques del periódico Napartarra, órgano de prensa del naciente nacionalismo vasco en Navarra, que negaba que el carlismo representase la reivindicación de los fueros como existían antes de 1839 y dedicaba frecuentes insultos a los carlistas. Los enfrentamientos entre carlistas y separatistas napartarras serían enconados y frecuentes, llegando en ocasiones a la violencia física.

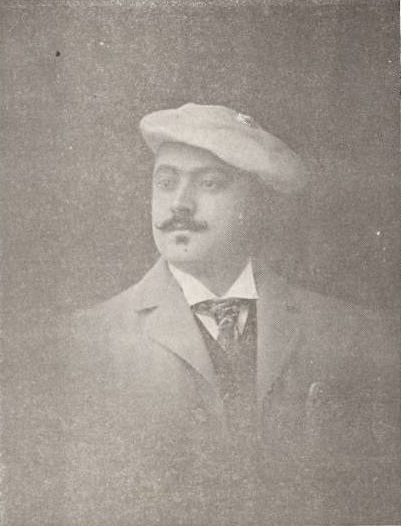
Eustaquio de Echave-Sustaeta (1872-1952), primer director de El Pensamiento Navarro.

### Etapa de Jesús Etayo y Miguel Esparza (1917-1930)
Echave-Sustaeta abandonó la dirección del periódico en 1917. Fue sustituido como director del periódico por Jesús Etayo Zalduendo. Con motivo del cisma mellista que fracturó al partido jaimista en 1919, la línea editorial de El Pensamiento Navarro fue fundamental para lograr que el carlismo navarro apoyase masivamente a Don Jaime. Este cisma guardó estrecha relación en el ámbito navarro con el debate abierto en 1918 por los nacionalistas vascos sobre la reclamación de una autonomía vasca que incluyese a Navarra. De hecho por motivo de esta cuestión los ataques mutuos entre mellistas, que asumieron el cuarentaiunismo, desde el periódico alfonsino Diario de Navarra, y los jaimistas, que estaban integrados en el «Comité Pro-Autonomía», desde El Pensamiento Navarro, fueron constantes.
En esa época, El Pensamiento Navarro defendió los sindicatos de orientación social-católica, reclamando que se garantizase el derecho de huelga, un salario mínimo y la jornada de ocho horas.
Por sus denuncias del carácter despótico y centralista de la Dictadura de Primo de Rivera, el diario fue suspendido desde el 31 de enero hasta el 25 de marzo de 1925 y, de nuevo, del 5 al 21 de septiembre de 1926. En 1928 su director, Miguel Esparza Aguinaga, fue encarcelado por publicar un artículo en el que señalaba que aun en caso de extinción de la dinastía carlista, el partido carlista nunca reconocería como rey a Alfonso XIII.
En 1930, Miguel Esparza abandonaría asimismo la dirección de El Pensamiento Navarro para incorporarse a La Voz de Navarra, lo que derivaría en una contienda editorial entre ambos periódicos, que acabaría en la expulsión del jaimismo de Esparza y sus partidarios, decretada por la Junta Regional, bajo la acusación de indisciplina y de mantener «una actitud incompatible con la conducta que todo tradicionalista debía observar».

### Etapa de Francisco Marquínez y Francisco López Sanz (1930-1966)
Inicialmente el carlismo fue favorable al proceso autonómico que promovía el Partido Nacionalista Vasco desde la caída de la monarquía alfonsina. Sin embargo, cuando las Cortes republicanas rechazaron el proyecto del Estatuto de Estella, fue incapaz de adoptar una posición homogénea en relación con el nuevo «Estatuto de las Gestoras». Desde las páginas de El Pensamiento Navarro destacados antiguos jaimistas se posicionaron a su favor mientras que otros tradicionalistas se posicionaron en contra. Por ejemplo, en mayo de 1932 Joaquín Beunza declaraba a El Pensamiento Navarro que «el tradicionalista que vota al Estatuto responde mejor al espíritu del glorioso partido tradicionalista que el que deja de votarlo», mientras que el Conde de Rodezno decía también en el periódico el 17 de junio que el estatuto no le gustaba por responder a la «concepción nacionalista euzkadiana, con todos sus peligros secesionistas».
Durante el período de la Segunda República Española, El Pensamiento Navarro se enfrentó a ella abiertamente, por lo que fue suspendido de nuevo tras el intento de golpe de Estado del general José Sanjurjo en 1932, en este caso con el también carlista (pero anteriormente integrista) La Tradición Navarra y el alfonsino Diario de Navarra.
En noviembre de 1933 pasó a dirigir el periódico Francisco López Sanz. Año y medio después, el nuevo director describía desde las columnas de El Siglo Futuro la labor de El Pensamiento Navarro a lo largo de su historia, destacando sus abundantes campañas y su tesón en la defensa de los ideales tradicionalistas:

¿Campañas? Muchas y varias. ¿Quién las puede enumerar ahora? Un periódico de lucha, de oposición siempre, defensor entusiasta de los principios religiosos y monárquicos antirrevolucionarios, con los desatinos que se han cometido en España con un régimen y con otro, al cabo de treinta y ocho años, ¿cuántas campañas no habrá realizado contra la demagogia alentada por Moret, y por Canalejas, y por Romanones, etc.; contra el socialismo productor de utopías y explotador del obrero con unas doctrinas, no de redención, sino de esclavitud, y contra el separatismo antipatriótico, anticatalán, antivasco y antinavarro, demagogia, socialismo y separatismo, que desgraciadamente tanto se han dejado sentir en España en estos años republicanos?

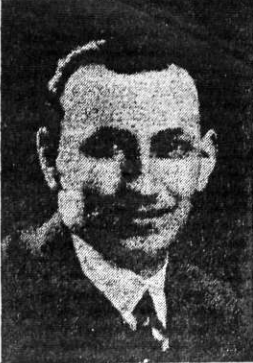
Francisco López Sanz, director de El Pensamiento Navarro entre 1933 y 1966.

Puede decirse que el programa lanzado en el primer número se ha defendido con honradez y perseverancia, y que si el liberalismo, el marxismo, la demagogia y el separatismo han sido combatidos constantemente, el mismo trato han tenido el «malminorismo», el adhesionismo y todas esas táctica fracasadas, producto más del egoísmo que de la buena fe, táctica que, a pesar de su descrédito, aún nos las quieren hacer tragar hoy con toda la repugnancia que producen.

Como periódico de combate, y de combate por los inmortales y salvadores ideales tradicionalistas, ha sufrido toda clase de persecuciones, suspensiones, multas, procesos, y sus directores han pasado por la cárcel y se han sentado en el banquillo más de una vez.

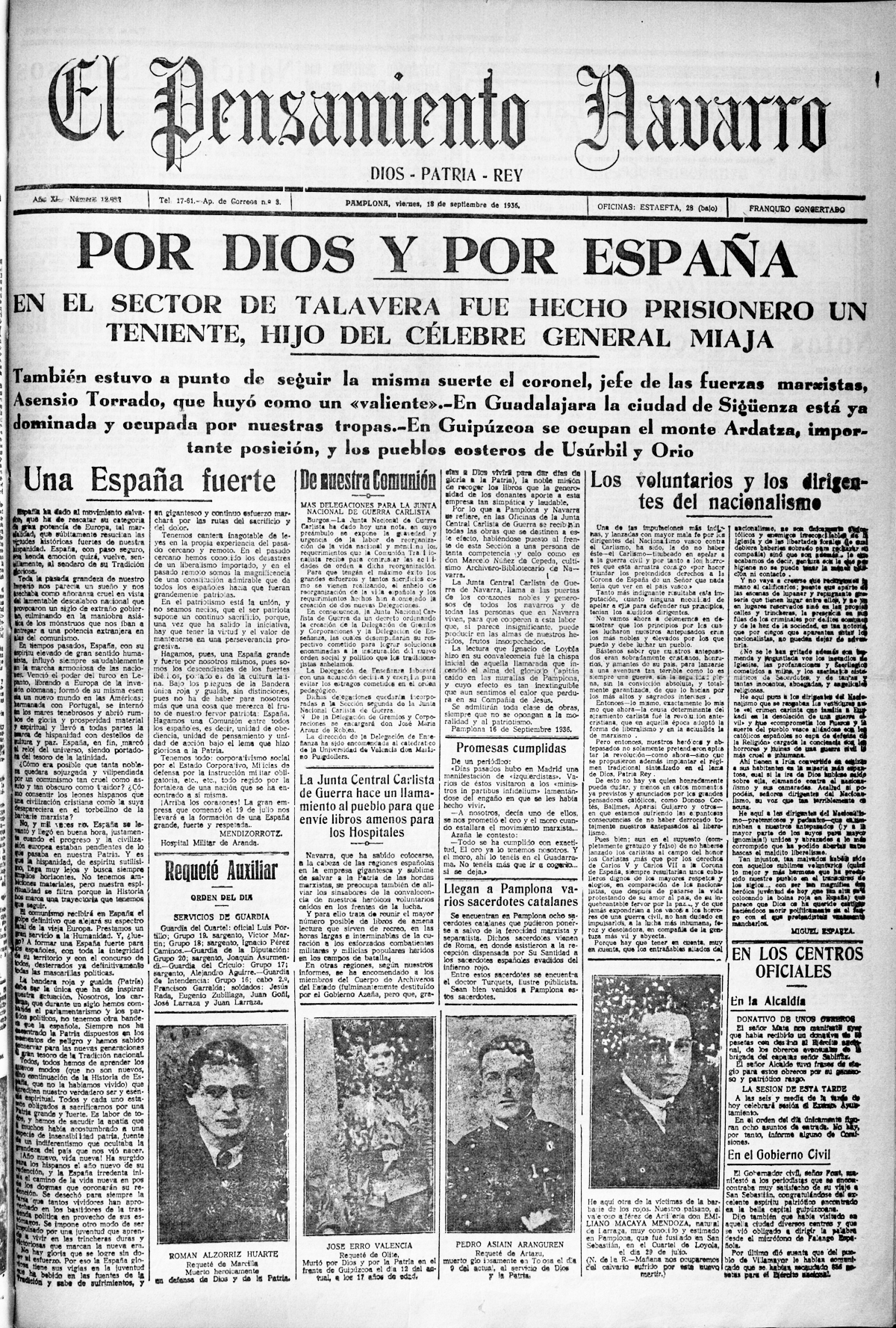
Portada de El Pensamiento Navarro del 18 de septiembre de 1936.

En 1936 se adhirió a la sublevación militar íntimamente ligado a los requetés navarros, fuerza paramilitar esencial en Navarra para que el golpe de Estado en este territorio fuera un éxito. Durante la guerra requisaron material de La Noticia de San Sebastián y El Liberal de Bilbao.
El periódico consiguió eludir su desaparición cuando se realizó el Decreto de Unificación del 19 de abril de 1937, en que todos las propiedades de Falange Española de las JONS y de la Comunión Tradicionalista y de sus diferentes organismos pasaron a constituir el patrimonio del partido único. Los carlistas perdieron toda su prensa con excepción de este ya que crearon la Editorial Navarra SA, que sería la editora del periódico. Las acciones se repartieron en paquetes a nombre de varias personas de relieve carlista. Esta estratagema libró al periódico de pasar a engrosar la cadena de prensa del Movimiento (aunque sí estuvo sujeto al régimen de censura que imperaba en toda la prensa española), convirtiéndose en el órgano oficioso de la Comunión Tradicionalista.
Durante la Segunda Guerra Mundial se mantuvo neutral, aunque en 1941 se manifestó favorable al bando de Alemania en la campaña de Rusia.
Durante la época franquista mantuvo una permanente afinidad con la Junta Regional de la Comunión Tradicionalista en Navarra, aunque nunca dejaría de estar condicionado por la censura del régimen.
Con motivo del acto de Estoril, celebrado el 20 de diciembre de 1957, en el cual varias personalidades tradicionalistas reconocieron como rey de España a Juan de Borbón, hubo algunas tensiones dentro del Consejo de Administración, ya que varios de sus miembros participaron en dicho acto, así como con la Junta Regional. Pero en esta ocasión se superaron sin especial conflicto.
En una entrevista concedida al diario barcelonés La Vanguardia, López Sanz afirmaría en 1960 que su intención como director de El Pensamiento Navarro era poder defender el ideario carlista «español y tradicional» de siempre, el que «sentían los requetés cuando el Alzamiento, en el año 1936». De acuerdo con López Sanz, la pervivencia del periódico no se debía a apetencias de gobierno, que según él no tenían, sino a la convicción de que las ideas carlistas eran una solución política para España.
Cuando cuatro de los seis miembros del Consejo de Administración del periódico mostraron su adhesión a Don Juan, López Sanz dimitió como director del periódico.

### Etapa de Javier María Pascual (1966-1970)
En 1966, a propuesta de los propietarios legales, que integraban el Consejo de Administración, Javier María Pascual se convertiría en director del diario. Los criterios del nuevo director, según confesión personal, eran «defender la Causa Carlista, difundir las tesis del Concilio Vaticano II, los Fueros y la cuestión social». En un tiempo de profundos cambios, Javier María Pascual conectaría con las nuevas corrientes emergentes tanto en la Iglesia Católica como en la Comunión Tradicionalista, lo que se traduciría en una orientación editorial cada vez más progresista. 
Pascual colaboraría con la recién creada Secretaría general de la Comunión Tradicionalista, formada por la camarilla del príncipe Carlos Hugo, que trataba de apartar al jefe delegado, José María Valiente, y buscaba la forma de dirigir políticamente El Pensamiento Navarro mediante un consejo delegado que representase a la jerarquía carlista. Así, cuando dimitieron del Consejo de administración del periódico los juanistas Gaitán de Ayala, Agudo y Echániz, el nuevo secretario general de la Comunión, José María Zavala, mantuvo una entrevista con Pascual, que le informó de la situación. Ignacio Baleztena indicó que fuesen los mismos cesantes quienes propusieran nuevos consejeros, pero Pascual lo impidió. La Secretaría general propuso como nuevos consejeros a Miguel de San Cristóbal (como jefe regional de Navarra), Luis Martínez Erro y un tercero no navarro.
Durante esta etapa, el periodista catalán José Carlos Clemente, que empleaba el pseudónimo de «Novais», sería uno de los redactores del diario. El tradicionalista Roberto Gonzalo Bayod, presidente de la junta directiva del semanario ¿Qué pasa?, que había sido también colaborador de El Pensamiento Navarro, afirmaría entonces que el diario se estaba desviando de la doctrina tradicionalista, al confundir el carácter social del carlismo con el socialismo, y que se estaban publicando opiniones anticarlistas sin criticarlas, alertando de que el carlismo estaría condenado a desaparecer si el príncipe Carlos Hugo era como lo presentaba el periodista Clemente. Según Bayod, esta nueva línea del periódico, «empeñado en su tarea desorientadora en materia tradicional desde que consiguió desplazar a López Sanz», se debía al secretario general, José María Zavala, y al secretario de Carlos Hugo, Ramón Massó, a los que calificó como los últimos «Marotos» (en referencia a su traición al carlismo).
En carta a José María Valiente en 1967, Amparo Munilla, Jefa Nacional de las Margaritas y carlista comprometida, acusaría asimismo a la Secretaría de estar contacto con la oposición al régimen, así como de abrir e interceptar la correspondencia de Don Javier, y denunciaba la nueva postura de El Pensamiento Navarro, afirmando:

[El Pensamiento Navarro] era un periódico de todos, que se había hecho con dinero de cuotas. Cuando la unificación, para evitar que cayera en manos de Falange, se fingió que era propiedad de unos particulares; para lo que se hicieron cierto número de acciones que se repartieron (sin que mediara pago alguno) entre los carlistas más solventes. Después vino la escisión de los de Estoril y dio la casualidad que la mayoría de las acciones estaban en manos de los que se separaron y que como dicen que son carlistas, pero de la dinastía de don Juan, no las han devuelto, ni las piensan devolver. Son por ejemplo, Arellano, Rubio, Ruiz, etc. Los Baleztena, que son nuestros algunos de ellos, no todos, además de ser muy personalistas, están en minoría. Javier María Pascual el director, está formado en El Alcázar y tiene estrechísima amistad con Massó. Claro que ellos, en lo que no tiene importancia, tienen una línea carlista, pero cuando llega una cuestión vital para la dinastía les fallan totalmente.

A este respecto, Munilla recordaba la propaganda que hicieron del artículo progresista de Carlos Hugo, el despacho que pusieron a Massó en la dirección, la oposición a publicar la nota de don Javier cuando el referéndum y la actitud de acoger y apoyar a los cinco disidentes, que la atacarían a ella ferozmente por haberles desenmascarado, concluyendo:

Si hubiera un momento peligroso, por ejemplo una saguntada, este periódico se quitaría la careta y se pasaría a don Juan, es un caballo de Troya de los carlistas, que disimula para no perder lectores.

Tras la expulsión de España de la familia Borbón-Parma, El Pensamiento Navarro sufriría varias multas y secuestros gubernamentales. Por ejemplo, el 7 de mayo de 1968 sería secuestrada su edición, al igual que la de Diario de Navarra, por reproducir el discurso de Auxilio Goñi en los actos de Montejurra. Pero la represión franquista también tuvo otras expresiones. Así, el único confinamiento que se dictó bajo el Estado de Excepción de enero de 1969 fue el de Javier María Pascual. Permaneció en Riaza (Segovia) el tiempo que duró la situación de excepcionalidad, alejado de familia y trabajo. 
El 26 de abril de 1970 Javier María Pascual fue el único director, de los tres periódicos navarros del momento, que publicaría el documento de los Movimientos Obreros de Acción Católica, lo que acabaría motivando su despido. Al día siguiente el Consejo de Administración del periódico remitía una carta a Pascual, exigiéndole que rectificase el rumbo que estaba dando a la línea editorial y manifestando que:

El Consejo quiere que el periódico tenga un tono más optimista y constructivo, y no el tono depresivo y destructivo que tiene actualmente, y donde se fomente la doctrina realmente tradicionalista, y no ideas que hagan pensar que el periódico es de tendencia socialista, cosa que nunca ha sido ni lo será.

Ante esta situación, el arzobispo de Pamplona, Arturo Tabera, se solidarizaría con Javier María Pascual y le felicitaría por su compromiso con los Movimientos Obreros de Acción Católica. Debido a la persistencia de Pascual, el 23 de julio de 1970, todos los integrantes del Consejo de Administración a excepción de Luis Martínez Erro, contrarios a la dinámica progresista que desarrollaban los sectores carlistas más vinculados a la secretaría de Carlos Hugo, decidieron cesar como director a Javier María Pascual, bajo la acusación de «comunista». En dicho cese no se tuvo en cuenta a la Junta Regional de la Comunión Tradicionalista en Navarra (que poco después cambiaría su nombre por Partido Carlista).

### Ruptura con Carlos Hugo
Entonces se produjo una situación bastante conflictiva, ya que la Junta Regional de Navarra exigió sin éxito que los integrantes del Consejo de Administración pusieran las acciones a disposición suya (únicamente lo hizo Martínez Erro). Poco más tarde, Miguel de San Cristóbal (jefe regional carlista de Navarra desde 1967) manifestó públicamente que los miembros de la familia Baleztena presentes en el Consejo «por su propia voluntad reflejada en su indisciplina, han dejado de pertenecer a la gloriosa Comunión Tradicionalista», y, según María Teresa de Borbón Parma, su padre, Don Javier, ratificaría esas expulsiones. Por entonces la crisis del diario era analizada por la revista carlista progresista Montejurra, en los siguientes términos:

«Para el Consejo de Administración, las consecuencias son inmediatas y directas, al quedar todos sus miembros, excepto el señor Martínez Erro, fuera de la disciplina del carlismo. Es decir; quedan sin justificación moral para continuar como propietarios de la empresa editora.

El malestar de la opinión pública con los recientes acontecimientos, se manifestó exteriormente el día 1, sábado, Aproximadamente a las 11.30 de la noche, numerosos grupos que sumaban alrededor de doscientas personas, trataron de penetrar en El Pensamiento Navarro, que se encontraba custodiado por fuerzas de la policía armada. Solamente lo lograron cerca de veinte personas, que se dirigieron de forma verbal al señor Indave, director accidental. Expulsados por la policía, se dirigieron todos los manifestantes a la plaza del Castillo para demostrar su protesta ante la casa de los señores Baleztena, de donde fueron dispersados de nuevo por la policía.
Por otro lado, económicamente la empresa editora comienza a tener problemas de difícil solución.
El número de bajas de suscriptores, que comenzó espontáneamente, se ha visto incrementado tras la recomendación en ese sentido hecha por la Junta Regional, La campaña de boicot al periódico se ha extendido también a los anuncios y trabajos de fotograbado. Igualmente han abandonado su colaboración numerosos corresponsales.

Todo ello ha agravado la situación en la que se encontraban los trabajadores y empleados del periódico y su futuro profesional. Pendiente todavía la resolución de un convenio colectivo, retrasado desde abril, se han dirigido en carta firmada por todo el personal al Consejo de Administración, manifestando su malestar por los hechos que se vienen sucediendo y la incierta situación laboral a que se ven abocados».

En ese contexto, el 23 de agosto de 1970 la imprenta del periódico sufrió un atentado con bomba, colocada, al parecer, por una organización marginal autodenominada «Grupos de Acción Carlista», como represalia ante lo que consideraban que era un robo al pueblo carlista, si bien en 2006 la banda terrorista ETA se atribuiría el atentado como propio.
El régimen franquista, ante el cambio producido en la línea editorial, modificaría radicalmente su actitud con El Pensamiento Navarro, pasando de la represión a la colaboración. Por primera vez en su historia el diario recibiría subvenciones públicas. Ante el atentado en la imprenta, Alejandro Fernández Sordo, director general de Prensa, anunció inmediatamente el apoyo del Gobierno al Consejo de Administración. Así El Pensamiento Navarro pudo continuar publicándose al poder contar con la maquinaria del diario falangista pamplonés Arriba España, órgano del «Movimiento» en Navara.

### Etapa final (1970-1981)

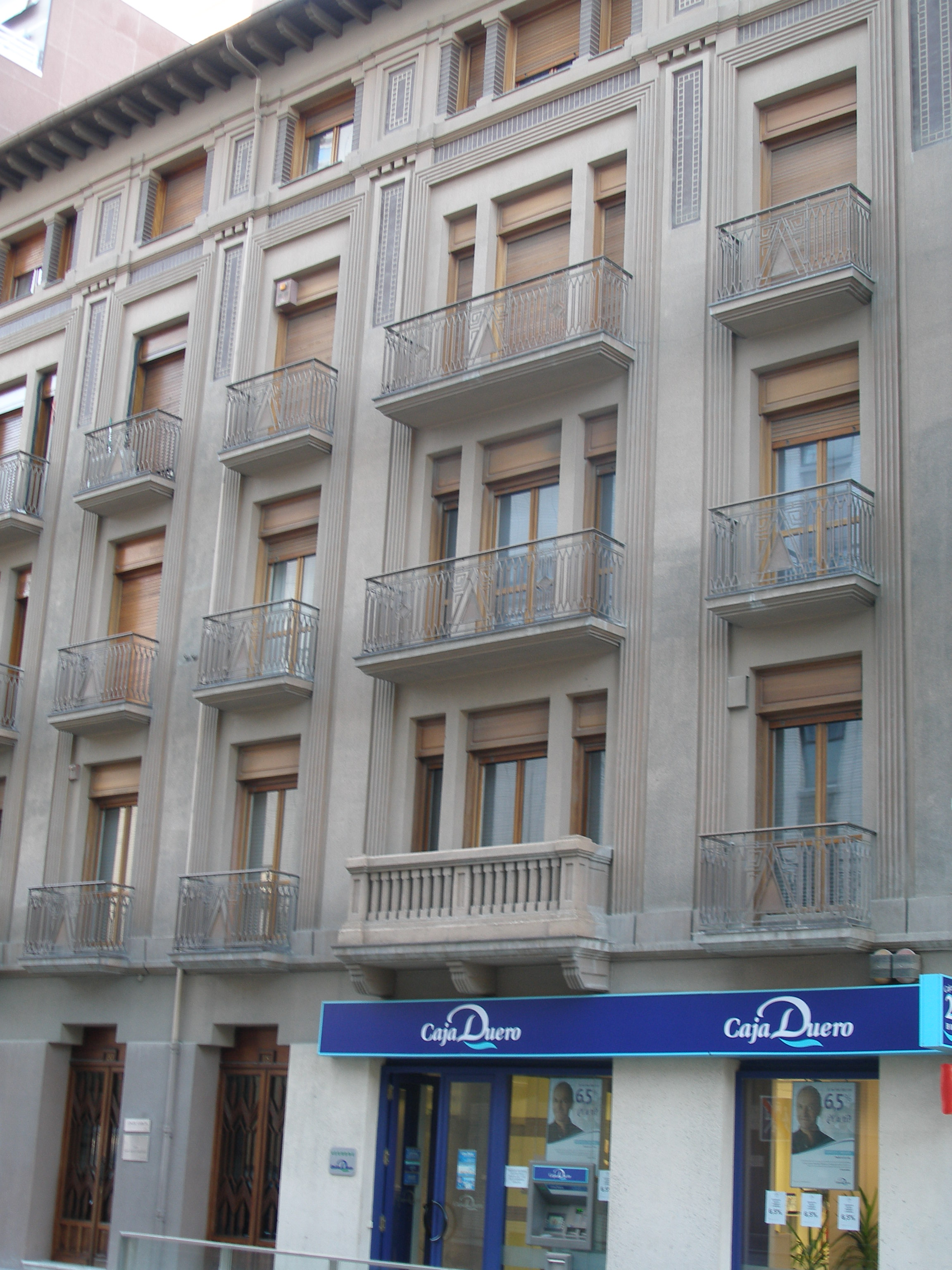
Edificio de Pamplona en la calle Leyre donde estuvieron ubicacadas las rotativas de El Pensamiento Navarro en sus últimos años.

Durante la transición española El Pensamiento Navarro desarrollaría una orientación tradicionalista y navarrista, ya que a partir del cambio de director en 1970, según el historiador Josep Carles Clemente (militante del Partido Carlista, y «consejero de Carlos Hugo» según Ricardo de la Cierva), «el equipo doctrinal del periódico fue ocupado íntegramente por miembros del campo del integrismo, asiduos colaboradores del semanario ¿Qué pasa? y de los grupos ultraderechistas denominados Guerrilleros de Cristo Rey». La nueva orientación editorial implicaría la oposición a la democracia liberal y la defensa de regímenes autoritarios como la dictadura salazarista en Portugal.
La situación fue complicada desde los primeros momentos de esta etapa. En diciembre de 1971 una crisis interna terminó con el cese de su director José Javier Echave-Sustaeta.
El Pensamiento Navarro fue totalmente hostil tanto al proceso de democratización como a la integración de Navarra en una comunidad común con Álava, Guipúzcoa y Vizcaya, defendiendo la singularidad de Navarra. Varios de sus propietarios legales reconocieron a Juan Carlos de Borbón como Rey tradicionalista de España. Durante el año de 1976 el diario apoyó a la Comunión Tradicionalista reconstituida bajo el liderazgo de Sixto de Borbón e incluso participaría activamente en la campaña que llamaba a reconquistar Montejurra para el carlismo tradicionalista y destruir al nuevo Partido Carlista socialista, que terminó con la muerte de dos seguidores de Carlos Hugo de Borbón Parma en extrañas circunstancias.
En 1978 el diario hizo campaña por el No a la Constitución Española debido a su carácter aconfesional y a la ausencia de fueros para Navarra, publicando el reclamo «Navarra digna dice no a la Constitución».
El periódico denunció también los frecuentes atentados de la banda terrorista ETA. En una carta dirigida a José Javier Uranga, director del Diario de Navarra, tras el atentado sufrido por éste en 1980, el director de El Pensamiento Navarro Enrique Sanz Martín escribía: «[los etarras] nos matarán, pero no nos dan miedo ni nos silenciarán».
Por un lado, los enfrentamientos entre carlistas, y por otro, la dura competencia con el conservador Diario de Navarra y la incapacidad de adaptarse a los nuevos tiempos informativos, llevarían a su desaparición el 13 de enero de 1981. En el último número que vería la luz, el periódico publicaba en portada un artículo bajo la rúbrica ¡VOLVERÉ...! con mis principios, si España es salvable (Carlos VII), firmado por Jesús Evaristo Casariego en el que denunciaba el contexto «demoliberal, con consenso marxistoide y separatista» y destacaba la trayectoria del periódico:

Denunciar y combatir el error y señalar la verdad es misión nobilísima, clarividente, salvadora, propia de espíritus dignos e íntegros. Tal fue la visión de El Pensamiento Navarro, que llega a esta hora con el orgullo, la satisfacción y la alegría del deber cumplido.

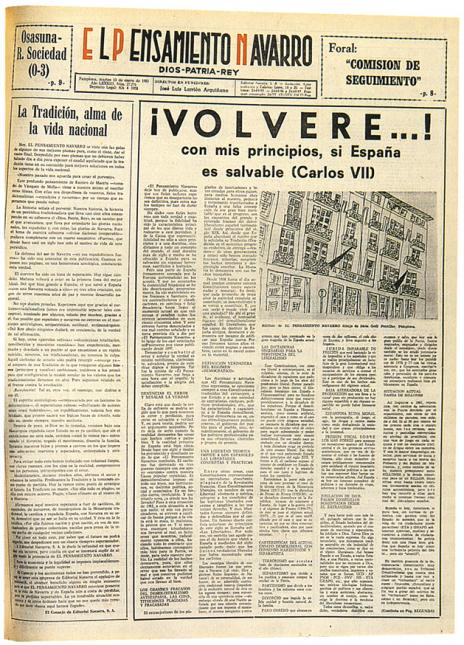
Portada del último ejemplar de El Pensamiento Navarro

Por su parte, el consejo de administración de Editorial Navarra S.A. escribía en un artículo también en portada titulado La tradición, alma de la vida nacional:

No nos duelen prendas. Repetimos aquí que gracias al carlismo tradicionalista (antes era imposible separar tales conceptos), ironizado por algunos, odiado por muchos, gracias a él, fue posible que españoles y navarros no cayeran en el marxismo antirreligioso, antipatriótico y antiforal, antimonárquico. (...)

Si hoy otros 'gárrulos sofistas' —demócratas totalitarios, neoliberales y marxistas, reunidos— han empobrecido, mermado y desolado a un pueblo al que encaminan a un rápido suicidio, nosotros, los tradicionalistas, no tenemos la culpa.

El periódico recordaba asimismo que su motivo de vida había sido el lema «Dios, Patria, Rey, que pudiera completarse con un cuarto sustantivo, Fueros» e indicaba que «la defensa del ser de Navarra —en sus españolísimos fueros— ha sido una constante de esta publicación». Con la intención de continuar la senda doctrinal marcada por El Pensamiento Navarro en el ámbito religioso, nació en 1982 el semanario católico navarro Siempre P'alante, que se publicó hasta 2021 y defendía la unidad católica de España.

## Directores
- Eustaquio de Echave-Sustaeta (1897-1917)
- Jesús Etayo Zalduendo (1917-1920)
- Miguel Esparza (1920-1930)
- Francisco Marquínez (1930-1933)
- Francisco López Sanz (1933-1966)
- Javier María Pascual (1966- 1970)
- José Javier Echave-Sustaeta (1970-1971)
- Juan Indave Nuin (1971-1979)
- Enrique Sanz Martín (1979-1980)
- José Luis Larrión Arguiñano (1980).